# グアダルーペ・ビクトリア
グアダルーペ・ビクトリア（スペイン語: Guadalupe Victoria、本名José Miguel Ramón Adaucto Fernández y Félix、1786年9月29日－1843年3月21日）は、メキシコ独立革命を戦った戦士であり、後の初代メキシコ合衆国大統領である。
ビクトリアは1786年、スペイン植民地ヌエバ・エスパーニャ（新スペイン）のタマスラ（現在のメキシコ合衆国ドゥランゴ州タマスラ）で生まれた。1811年、ミゲル・イダルゴに率いられた独立革命に参加し、ホセ・マリア・モレーロスの下で戦った。モレーロスの処刑後は、ビセンテ・ゲレーロとともにプエブラ州やベラクルス州においてゲリラ戦を展開した。その後、アグスティン・デ・イトゥルビデらは植民地軍を屈服させ、メキシコの独立が達成され、イトゥルビデが初代皇帝となる。しかし、ビクトリア自身は共和制の支持者であり、アントニオ・ロペス・デ・サンタ・アナ将軍を支持していた。イトゥルビデの追放後、メキシコには共和制が導入され、それに伴い1824年に初代大統領に就任。就任を機にグアダルーペの聖母への感謝とスペイン語で勝利を意味するvictoriaから、グアダルーペ・ビクトリアと改名した。奴隷制の廃止や軍事学校の創設等の政策を行い、1829年まで大統領を務めた。1843年にベラクルス州ペローテで死去。